# Howard Bach
Howard Bach (Ciudad Ho Chi Minh, Vietnam, 22 de febrero de 1979) es un deportista estadounidense de origen vietnamita que compitió en bádminton, en la modalidad de dobles.
Ganó una medalla de oro en el Campeonato Mundial de Bádminton de 2005. En los Juegos Panamericanos consiguió seis medallas entre los años 1999 y 2011.
Participó en tres Juegos Olímpicos de Verano, entre los años 2004 y 2012, ocupando el quinto lugar en Pekín 2008, en la prueba de dobles.

## Palmarés internacional
| Campeonato Mundial   | Campeonato Mundial              | Campeonato Mundial | Campeonato Mundial |
| Año                  | Lugar                           | Medalla            | Prueba             |
| -------------------- | ------------------------------- | ------------------ | ------------------ |
| 2005                 | Anaheim (Estados Unidos)        | Medalla de oro     | Dobles             |
| Juegos Panamericanos |                                 |                    |                    |
| Año                  | Lugar                           | Medalla            | Prueba             |
| 1999                 | Winnipeg (Canadá)               | Medalla de plata   | Dobles             |
| 2003                 | Santo Domingo (Rep. Dominicana) | Medalla de oro     | Dobles             |
| 2007                 | Río de Janeiro (Brasil)         | Medalla de oro     | Dobles mixto       |
| 2007                 | Río de Janeiro (Brasil)         | Medalla de plata   | Dobles             |
| 2011                 | Guadalajara (México)            | Medalla de oro     | Dobles             |
| 2011                 | Guadalajara (México)            | Medalla de bronce  | Dobles mixto       |